# Œstroprogestatif
Un œstroprogestatif ou estroprogestatif est une classe de médicaments qui associe des produits actifs de type œstrogène et des produits actifs de type progestatif. Ce genre de médicament est par exemple utilisé comme contraceptif sous forme de pilule combinée ou comme traitement hormonal substitutif (THS) dans le cas de la ménopause.

## Mode d’action
Les pilules œstroprogestatives agissent en bloquant l’ovulation et en modifiant la paroi de l’utérus et la glaire cervicale pour empêcher la nidation et le passage des spermatozoïdes.

## Composition et types
La plupart des pilules œstroprogestatives contiennent de l’éthinylestradiol comme œstrogène et sont classées par génération (2e, 3e, 4e) selon le type de progestatif qu’elles contiennent.

## Contre-indications
Il existe des contre-indications spécifiques à l’utilisation des pilules œstroprogestatives, notamment en cas de risques accrus de troubles cardiovasculaires. Il est important de consulter un professionnel de santé pour une prescription adaptée.